# Каховка
Кахо́вка (до кінця XVIII століття Іслам-Кермен) — місто в Україні, у Каховському районі Херсонської області, адміністративний центр Каховської міської громади. Колишній центр Каховської волості Дніпровського повіту Таврійської губернії. З 24 лютого 2022 року місто тимчасово окуповане російськими загарбниками.
Населення 37 тис. мешканців (2016). Відома фестивалями «Таврійські ігри» та Байк-рок фестивалем «Тачанка».

## Історія

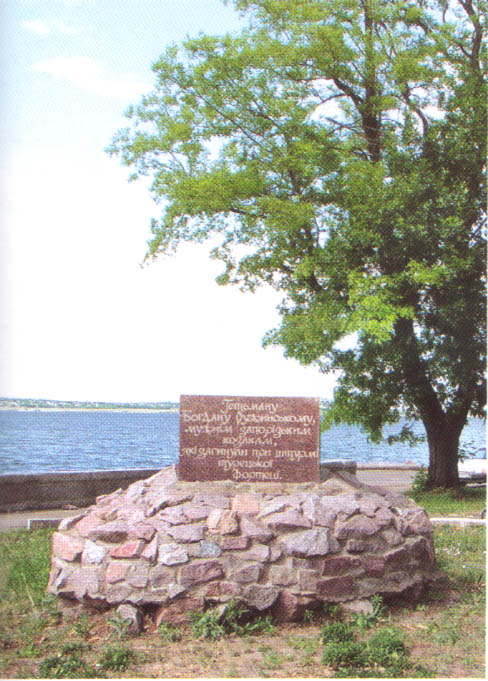
Пам'ятний знак на честь гетьмана Богдана Ружинського

У околицях Каховки знайдено залишки поселень та поховань доби пізньої бронзи, а також скіф. поселення, кам'яні баби кочівників 11–13 ст. Наприкінці XIV століття великий князь литовський Вітовт заснував на острові Тавань фортецю Місто святого Іоанна, яка згодом була захоплена турками. У1504—1695 поблизу сучасасної Каховки існувала турецька фортеця Іслам-Кермен (кримськ. İslâm Kermen, اسلام كرمان; османськ. اسلام كرمان, İslâm Kirmân). Назва в перекладі означає ісламська фортеця. В українських джерелах фортеця також мала назву Аслан-Город. У комплексі з іншими укріпленнями забезпечувала контроль над гирлом Дніпра та тамтешньою переправою. Її неодноразово штурмували запорізькі козаки — на чолі з Дмитром Вишневецьким (1556), Богданом Ружинським (1576), Михайлом Дорошенком (1628), Іваном Сірком (1660, 1671, 1672 і 1673). Фортецю зруйнували українські війська за участі Івана Мазепи під час Дніпровського походу 1695 року. 1771-го року на цьому місці побудовано Шагингирейське укріплення. Каховка вперше згадується у писемних джерелах 1791. Назва міста походить від прізвища генерала і державного діяча Василя Каховського. Заснована як слобода полковником Д. Овсянико-Куликовським, рід якого надовго осів у цих місцях. У 1771 році на місці старої фортеці було побудовано Шагингирейське укріплення.
До 1796 Каховка входила до складу Таврійської області, від 1797 — Новоросійської губернії. Від 1840 — містечко. Від 1861 — волосний центр Дніпровського повіту Таврійської губернії. Каховка була одним із центрів чумацького промислу. У 2-й половині 19 — на поч. 20 століття — важливий торгівельний центр Півдня України. Два щорічних каховських ярмарки мали найбільший у Таврії товарообіг. Сюди приїздили управителі та прикажчики з маєтків Фальц-Фейнів, Трубецьких, Мордвинових, щоб найняти працівників для сільськогосподарських робіт (каховський «людський ярмарок» описано Г. Успенським і О. Гончаром). 1884 відкрито 2-класне нар. училище, згодом — жіноча і чоловіча гімназії та 3 громадські бібліотеки.
Станом на 1886 рік у селі мешкало 611 осіб, налічувалось 99 дворів, існували православна церква, єврейський молитовний будинок, школа, 2 парових млина, 34 лавки, парова лісопильна машина, ковбасний завод, 4 лісових пристані, 4 постоялих двори, харчевня, 3 трактири, ренський погріб, 2 винних склади, відбувався 2 щорічних ярмарки та базар. За 26½ верст — поштова станція, трактир, постоялий двір. За 25 верст — монастир, школа, лікарня, готель, 5 православних церков. За 32 верст — скит, православна церква. За 30 верст — рибний завод.
Наприкінці XIX століття у місті почало розвиватися промислове виробництво. З'явилися заводи сільськогосподарських машин, пивоварний, горілчаний, лісопильний, фабрика безалкогольних напоїв. На початку 20 ст. працювали заводи сільськогосподарчих машин, пивоварний, горілчаний, лісопильний; 2 парових млини, колісна майстерня, фабрикака безалкогольних напоїв, електростанція.
На початку XX століття в Каховці діяло 6 шкіл, лікарня, бібліотека (одна з найстаріших в Україні), ілюзіон, народний дім, електростанція. Тут діяли лісопильний завод купців Панкеєвих, пивоварні — І.Бенда та Е. Коха, казенний горілчаний завод і завод сільськогосподарських машин І. Гуревича.
На початку березня 1917 року у Каховці був утворений Комітет громадських організацій — місцевий орган Тимчасового уряду. Його очолив купець з
с. Ново-Дмитрівки Блюгерман. До Комітету увійшли лісопромисловець Брускін, торговці Я. Малков, Славантатор та інші. Комітет створив міліцію, яка комплектувалася з колишніх поліцейських чинів, на чолі з касиром каховського відділення Санкт-Петербурзького комерційного банку палким чорносотенцем Закляховим.
Бурхливі події громадянської війни вписали в літопис міста історії боїв на Каховському плацдармі. Саме з цими подіями пов'язані імена більшовицьких воєначальників Михайла Фрунзе, Василя Блюхера, Дмитра Карбишева та відомих лідерів білого руху Петра Врангеля, Олександра Кутепова.

Поштова печатка УНР, м. Каховка (лютий 1919 року)

Від 1923 — райцентр. 1923–30 — у складі Херсон. округи, від 1932 — Одес., від 1944 — Херсон. обл. Жит. зазнали сталін. репресій, потерпали від голодомору 1932–33. У серпні 1941 — зона актив. бойових дій між рад. і нім. військами. Від 1 вересня 1941 до 2 листопада 1943 — під нім. окупацією. Діяв Рух Опору. У роки німецько-радянської війни 3600 каховчан нагороджені орденами і медалями, з них 6 — зірками Героїв Радянського Союзу. Більше 4 тис. каховчан загинуло під час війни.
1897 у Каховці мешкало бл. 1,2 тис., 1939 — 12,6 тис., 1959 — 19,1 тис., 1979 — 38,7 тис. осіб. У 1-й пол. 1950-х рр. створ. Кахов. водосховище (побл. м. Нова Каховка — Каховська ГЕС ім. П. Непорожнього). Від 1972 — місто обл. значення.

## Російське вторгнення в Україну (з 2022)
Вранці 24 лютого 2022 року в місті було чутно вибухи з сусідньої Нової Каховки, де російські війська обстрілювали військову частину зі сторони тимчасово захопленого Криму. Через декілька годин російські війська увійшли в місто і окупували його.
27 лютого місто продовжувало бути під повною окупацією росіян; того ж дня, біля міста, роми вкрали російський танк.
12 березня у місті зник місцевий журналіст Олег Батурін. За словами дружини, його викрали російські військові на місцевій автостанції. 20 березня Олега Батуріна було випущено з полону.
1 квітня декілька озброєних російських військових захопили місцеву владу і назначили нового «мера» міста, колаборанта Павла Філіпчука, в минулому — депутата Херсонської обласної ради.
16 серпня окупанти перефарбували стелу при в'їзді у місто в «триколор».
22 серпня ЗСУ вдарили по офісу фірми «Грін Тім», де був ворожий склад боєприпасів.
Уранці 11 вересня у місті знову детонували ворожі боєприпаси. ЗСУ вдруге поцілили в «Грін Тім».
Перед початком відступу з правого берега Дніпра росіяни почали облаштовувати позиції вже на лівобережній частині Херсонщини, почавши рити траншеї та обставивши місцеву набережну та школу мистецтв бетонними ДОТ-ами.
4 листопада українські війська завдали ракетних ударів по двом локаціях російських окупантів: у будівлю бази відпочинку «Чисті Пруди» та школі № 6
11 грудня українські війська в черговий раз завдали удару по локаціях окупантів у Каховці, удар був по місцевій промбазі.
12 грудня на вул. Першотравневій 29 російські війська викрали авто місцевого жителя.
20 грудня ЗСУ завдали удару по аеродрому біля міста, де перебувала техніка окупантів.
9 січня 2023 року окупаційним «Міністерством охорони здоров'я Херсонської Області» був підписаний наказ, в якому йдеться про остаточне закриття 7 лікарень на лівобережжі Херсонщини, включно з місцевою центральною лікарнею.
29 січня 2023 року по овочесховищу «Грін Тім» ЗСУ був завданий черговий удар, що знищив базу техніки ЗС РФ.

### Грудень 2022
16 грудня 2022 року росіяни з власних позицій на місцевій набережній з міномету обстріляли район заводу КЗЕЗУ, що знаходиться в центрі міста, влучивши у дах житлового будинку.
21 грудня російські військові знов обстріляли центр міста, зазнали пошкоджень житлові будинки, школа № 2, Каховська центральна районна лікарня, фітнес-клуб та приватна клініка.
Вночі 24 грудня російські війська знов обстріляли прилягаючі до КЗЕЗУ вулиці, пошкодивши багатоповерхові житлові будинки, адмінбудівлі заводу, пожежну частину, ресторан «Преслав» та будівельний гіпермаркет
У періоди з 25 грудня по 9 січня та з 14 по 30 січня невибіркові мінометні обстріли житлових кварталів міста зі сторони російських військових відбувалися щодобово

### Січень 2023
Вдень 16 січня відбувся обстріл центру міста з мінометів, внаслідок прямих влучань було частково зруйновано житлову багатоповерхівку по вул. Велика Куликовська 116.
21 січня внаслідок чергового обстрілу міста росіянами загинула мати Героя України Олега Ліфінцева, який також загинув у 2014 році під час Війни на сході України.
Вночі 23 січня місто вчергове було атаковано російськими мінометами, пошкодивши багатоповерхівки на вул. Ентузіастів.
Вранці 30 січня росіяни обстріляли місцеву гімназію, будівля зазнала значних руйнувань.

### Лютий 2023
8 лютого російські військові вчергове обстріляли місто, пошкодивши житлову багатоповерхівку.
Вранці 25 лютого 2023 року черговим російським мінометним обстрілом пошкоджено огорожу КЗЕЗУ та житлові будинки по вул. Гончара.

### Березень 2023
1 березня російські війська обстріляли з мінометів район ПДУ, внаслідок чого було поранено 4 цивільні особи, повністю згорів один з житлових будинків, що потрапив під обстріл.

### Жовтень 2023
Вночі, 18 жовтня 2023 року, російські війська з тимчасово окупованого міста випустили Керовану авіабомбу вагою в 500 кілограм в сторону Правого берега Херсонської області, одна з авіабомб не долетіла і влучила у приміщення фабрики «ОПЕНТЕК» і зазнала пошкодження житловим будинкам поруч.

### Березень 2024
Вдень, 15 березня 2024 року, під час незаконно проведених в тимчасово окупованому місті виборів, російські війська обстріляли «виборчу дільницю» з метою звинуватити ЗСУ та після провокації почали обшуки місцевих.
21 березня російські війська обстріляли об'єкти критичної інфраструктури в місті, чим залишили його без світла, води і газу.

### Мітинги проти окупації
У місті проходили мітинги проти окупації, які відбувалися з 6 березня по 3 квітня.
6 березня відбувся перший мітинг, декілька тисяч каховчан вийшло в центр міста з українськими прапорами. Другий мітинг, з ходою через усе місто, відбувся 7 березня 2022 року. На ньому вирішили проводити надалі мітинги щонеділі.
21 березня, наступного дня, після четвертого мітингу, у Каховці російські війська вимкнули весь зв'язок по місту до кінця дня.
Останній мітинг, що відбувся 3 квітня 2022 року був зірваний росіянами, які оточили місце проведення мітингу військовою технікою, а потім світлошумовими гранатами та пострілами у повітря розігнали натовп мітингувальників, що на той час вже мирно розходились.
4 квітня росіяни вдруге вимкнули весь зв'язок до кінця дня.

## Географія
Місто розташоване на лівому березі річки Дніпро, за 86 км від обласного центру та 10 км від однойменної залізничної станції на лінії Херсон — Нововесела (Запорізької області).

### Клімат
Місто знаходиться у зоні, яка характеризується вологим континентальним кліматом зі спекотним літом. Найтепліший місяць — липень із середньою температурою 22,2 °C (72 °F). Найхолодніший місяць — січень, із середньою температурою -2,2 °С (28 °F).
| Клімат Каховки          | Клімат Каховки | Клімат Каховки | Клімат Каховки | Клімат Каховки | Клімат Каховки | Клімат Каховки | Клімат Каховки | Клімат Каховки | Клімат Каховки | Клімат Каховки | Клімат Каховки | Клімат Каховки | Клімат Каховки |
| Показник                | Січ.           | Лют.           | Бер.           | Квіт.          | Трав.          | Черв.          | Лип.           | Серп.          | Вер.           | Жовт.          | Лист.          | Груд.          | Рік            |
| Абсолютний максимум, °C | 11             | 18             | 22             | 27             | 32             | 36             | 35             | 35             | 33             | 28             | 17             | 13             | 36             |
| Середній максимум, °C   | 0              | 1              | 6              | 14             | 21             | 25             | 27             | 26             | 21             | 14             | 6              | 2              | 13             |
| Середня температура, °C | −2             | −1             | 3              | 10             | 16             | 20             | 22             | 21             | 17             | 10             | 4              | 0              | 10             |
| Середній мінімум, °C    | −5             | −4             | 0              | 5              | 11             | 15             | 17             | 16             | 12             | 6              | 1              | −2             | 6              |
| Абсолютний мінімум, °C  | −20            | −26            | −18            | −3             | 0              | 7              | 10             | 7              | 0              | −5             | −13            | −16            | −26            |
| Днів з опадами          | 12             | 12             | 10             | 10             | 8              | 7              | 6              | 5              | 5              | 6              | 10             | 13             | 104            |
| Днів з дощем            | 6              | 7              | 7              | 10             | 8              | 7              | 6              | 5              | 5              | 6              | 8              | 8              | 83             |
| Днів зі снігом          | 8              | 7              | 5              | 0              | 0              | 0              | 0              | 0              | 0              | 0              | 2              | 6              | 28             |
| ----------------------- | -------------- | -------------- | -------------- | -------------- | -------------- | -------------- | -------------- | -------------- | -------------- | -------------- | -------------- | -------------- | -------------- |
| Джерело: Weatherbase    |                |                |                |                |                |                |                |                |                |                |                |                |                |

## Населення
| 1959   | 1970   | 1979   | 1989   | 2001   | 2016   |
| ------ | ------ | ------ | ------ | ------ | ------ |
| 18 628 | 28 472 | 38 742 | 42 895 | 38 238 | 36 944 |

### Національний склад
Національний склад населення за даними перепису 2001 року:
| Національність  | Відсоток |
| --------------- | -------- |
| українці        | 82,10 %  |
| росіяни         | 15,12 %  |
| білоруси        | 0,68 %   |
| цигани          | 0,51 %   |
| молдовани       | 0,24 %   |
| болгари         | 0,18 %   |
| татари          | 0,17 %   |
| поляки          | 0,14 %   |
| вірмени         | 0,12 %   |
| інші/не вказали | 0,74 %   |

### Мова
Рідна мова населення за даними перепису 2001 року:
| Мова            | Кількість | Відсоток |
| --------------- | --------- | -------- |
| українська      | 28166     | 73.85 %  |
| російська       | 9643      | 25.26 %  |
| циганська       | 90        | 0.24 %   |
| білоруська      | 59        | 0.15 %   |
| вірменська      | 25        | 0.07 %   |
| румунська       | 25        | 0.07 %   |
| болгарська      | 15        | 0.04 %   |
| інші/не вказали | 143       | 0.32 %   |
| Усього          | 38166     | 100 %    |

## Очільники міста
- 01.1989 — 08.1994 — Корсун Анатолій Павлович — голова виконавчого комітету міської ради;
- 09.1994 — 04.1998 — Гашенко Віктор Семенович — голова міської ради;
- 04–12.1998 — Шкарупа Сергій Олексійович — міський голова;
- 01–11.1999 — Марчук Леонід Володимирович — перший заступник міського голови, виконувач обов'язків міського голови;
- 12.1999 — 04.2006 — Марчук Леонід Володимирович — міський голова;
- 04.2006 — 10.2015 – Карасевич Олександр Петрович — міський голова;
- 06.11.2015 - 26.10.2020 – Дяченко Андрій Андрійович — міський голова[43]
- 21.11.2020 – Немерець Віталій Анатолійович — міський голова;

## Економіка
Каховка сьогодні — один з промислових центрів Херсонщини. Лідером промислового виробництва є акціонерне товариство «Каховський завод електрозварювального устаткування», до Російської окупації міста у 2022 році завод випускав сучасну електрозварювальну техніку, яка поставляється у майже 80 країн світу, а в Грудні 2022 та в Лютому 2023 року його приміщення неодноразово перебувало під російськими мінометними обстрілами.
Промислове обличчя міста формують також експериментальний механічний завод, який спеціалізується на випуску експериментальних машин та обладнання для переробної і харчової промисловості, завод «Сільгоспагрегат» з ремонту дизельних двигунів і виробництва запасних частин для сільгосптехніки, флагманом харчової промисловості є ПрАТ «Чумак».
Каховська філія компанії «Cargill» є одним з найпотужніших в Україні підприємств з переробки соняшника в олію. Миколаївське підприємство «Судносервіс» спорудило (2008—2009 рр.) в місті потужний елеватор для зберігання зернових та олійних культур. Місто утримує перше місце в Україні з обсягу іноземних інвестицій на душу населення.
Усього в місті більш як 550 підприємств різних форм власності, у їх числі і малі підприємства. В цьому господарському комплексі зайнято три чверті працездатного населення міста. У загальному обсязі виробництва, виконаних робіт і наданих послуг п'яту частину становить вклад промислових підприємств міста, майже 60 відсотків підприємств малого і середнього підприємництва і бізнесу, близько 10 сфери послуг, більше 10 підприємств торгівлі і понад 5 % будівельних організацій.
Малий і середній бізнес набирає у Каховці широкого розвитку. Нині він зосереджує в обіговому капіталі понад 60 відсотків активів. Це втричі більше, ніж у великих підприємств. Малий і середній бізнес динамічно розвивається, освоює ринковий простір, створює робочі місця для населення міста.
Бізнесові структури залучають у розвиток виробництва щорічно понад 12 мільйонів гривень і більше 2 мільйонів доларів зовнішніх інвестицій. Стабільно забезпечують ринок продукцією, збільшують її випуск та розширюють асортимент такі підприємства, як «Петропласт», «Металдизайн», «Став», «Паритет», «Торнадопласт», «Глобарт», «Май», «Хімтехнологія», «ОПЕНТЕК», приміщення останнього було зруйновано російським бомбардуванням 18 жовтня 2023 року.
Будівельна галузь представлена підприємницькими структурами та будівельними організаціями. Найпотужніші з них акціонерне товариство «Дорожньо-будівельне управління № 12», ТОВ «БудМайстер».

## Консульство Швеції
Починаючи з 2000 Швеція має консульство в Каховці.
| Термін | Консули в Каховці                                |
| ------ | ------------------------------------------------ |
| 2000-  | Карл Олоф Річард Стурен — Гендиректор ЗАТ"Чумак" |

Однією з головних причин розміщення консульства Швеції те, що на іншому березі Дніпра знаходиться Гаммальсвенскьой (частина Зміївки).

## Транспорт
Південною околицею міста проходить автошлях М14E58 Одеса — Мелітополь — Новоазовськ.
Поряд з містом у Таврійську розташована вантажно-пасажирська залізнична станція Каховка Херсонської дирекції залізничних перевезень.

## Освіта
У місті функціонує 7 закладів загальної середньої освіти (зокрема, два спеціалізованих з поглибленим вивченням іноземних мов), у яких навчається майже 4 тис. учнів.
У восьми закладах дошкільної освіти виховується понад півтори тисячі дітей.
Система позашкільної освіти представлена Станцією юних техніків, Станцією юних натуралістів, Центром дитячої творчості, Дитячо-юнацькою спортивною школою та Міжшкільним навчально-виробничим комбінатом.
З 1969 року в місті діє Державний професійно-технічний навчальний заклад «Каховський професійний ліцей сфери послуг» в якому здійснюється підготовка кваліфікованих робітників за професіями «Перукар», «Перукар-візажист», «Кравець», «Манікюрник-педикюрник». Припинило існування 2021 р.

## Пам'ятки
- Свято-Покровський храм
- Легендарна тачанка
- Дівчина в шинелі

## Культура
Каховський міський палац культури, молоді і спорту є одним із базових закладів культури області. У ньому працює 6 народних і 3 зразкові аматорські колективи, понад 10 клубів і любительських об'єднань.
Неодноразовими лауреатами обласних і республіканських фестивалів і конкурсів є вихованці школи мистецтв та народних аматорських хореографічних колективів «Надія» та «Радість».
У місті діє Каховський історичний музей, який до Російського вторгнення в Україну у 2022 році щорічно відвідувало до 10 тисяч осіб, в Листопаді 2022, під час окупації міста, фонди з музею були вивезені російськими військами до анексованого ними Кримського півострову.
Протягом 1992—2010 років Каховка була столицею міжнародного фестивалю «Таврійські ігри» — найвідомішого музичного фестивалю в Україні. За 12 років на ній виступило 170 прославлених виконавців з 16 країн світу. Започаткував фестиваль Микола Баграєв.
Починаючи з 2007 року кожен рік напередодні Міжнародного Дня мотоцикліста в місті проводився всеукраїнський байк-рок фестиваль «Тачанка».
Крім того, в місті знаходиться єдиний на пострадянському просторі ромський молодіжний центр «Романо Тхан».

## Міста-побратими
Олесниця, Польща. Міста-побратими з 20 червня 2019 року
Трускавець, Україна. Міста-побратими з 22 грудня 2016 року
Газіємир, Туреччина. Міста-побратими з 14 вересня 2018 року

## Видатні уродженці міста
- Овсянико-Куликовський Дмитро Миколайович (1853—1920) — російський мовознавець і літературознавець;
- Спендіаров Леонід Опанасович (1869—1897) — геолог, палеонтолог;
- Спендіаров Олександр Опанасович (1871—1928) — вірменський композитор;
- Жук Михайло Іванович (1883—1964) — український радянський поет, графік, маляр, педагог;
- Панкеєв Сергій Костянтинович (1886—1979) — правник, перекладач, хужожник-аматор;
- Римаренко Євген Якович (1892—?) — старшина Армії УНР;
- Гаєнко Фаїна Григорівна (1900—1964) — українська радянська актриса;
- Фомін Євген Павлович (1910—1942) — український радянський поет;
- Клюєв Віктор Петрович (1926—1995) — український кінооператор;
- Зленко Віталій Миколайович (1939—2005) — український поет, публіцист, журналіст.
- Левченко Олексій Олексійович (1948—2020) — український художник кіно, режисер. Лауреат Державної премії України ім. Т. Г. Шевченка (1986);
- Максименко Ігор Павлович (1963—2015) — капітан Збройних сил України, учасник російсько-української війни[46].
- Вірчіс Володимир Володимирович (1973—2022) — український боксер;
- Ковальов Владислав Вікторович (1984—2014) — рядовий, учасник російсько-української війни.
- Оля Геркулес (1984 р.н.) — лондонська українська шеф-кухарка, кулінарна письменниця і фуд-стилістка.
- Ліфінцев Олег Васильович (1985—2014) — старший солдат Збройних сил України, учасник російсько-української війни.
- Безуглий Анатолій Григорович (1936 р. н.) — народний депутат України 2-го скликання
- Верцнер Віктор Миколайович (1909—1980) — радянський учений в галузі прикладної фізичної оптики і електронної мікроскопії, творець першого в СРСР електронного мікроскопа.
- Айна Вільберг (1985 р. н.) — українська співачка, акторка, педагог з вокалу, поетеса, композитор та автор пісень.
- Лебедик Петро Васильович (1950 р. н.) — народний депутат України 1-го скликання
- Карасевич Олександр Олександрович (1981 р.н.) — український юрист та дипломат. Заслужений юрист України (2022). Надзвичайний і Повноважний Посол України в Нідерландах (з 2023).
- Юлія Стародубцева (2000 р.н.) — тенісистка.
- Харджиєв Микола Іванович (1903—1996) — російський письменник, історик новітньої літератури і мистецтва, текстолог, колекціонер.
- Вітюк Максим Вікторович (1988—2016) — солдат 17 Окремої танкової бригади Збройних сил України, учасник російсько-української війни[47].
- Зозуля Ярослав (?—2023) — рядовий, учасник російсько-української війни[48].
- Клюк Костянтин Федорович (1884—1964) — письменник, живописець, графік[49]
- Сергій Буданов (1959 р.н.) — українсько-німецький гандболіст і тренер.

## На честь Каховки названі
- Місто Нова Каховка Херсонської області.
- Села Каховка у Березівському районі Одеської області, Сандиктауському районі Акмолинської області (ліквідовано у 2000 р.), Щербактинському районі Павлодарської області (Казахстан), Село Малокаховка Каховського району Херсонської області.
- Вулиці «Каховка» та «Каховська» у низці населених пунктів країн колишнього СРСР.
- Провулок/проїзд/в'їзд «Каховський» у низці міст України.
- Каховське шосе у Мелітополі.
- Залізнична станція  Каховка Одеської залізниці у Херсонській області.
- 2894 Каховка — астероїд, названий на честь міста.
- Ракетний катер Каховка
- Футбольний клуб СК Каховка
- Каховська зрошувальна система